# Nino Tempo
Nino Tempo (* 6. Januar 1935 als Antonino LoTempio in Niagara Falls, New York; † 10. April 2025) war ein US-amerikanischer Pop- und Jazzmusiker und Schauspieler. Er hatte 1963 zusammen mit seiner Schwester April Stevens mit Deep Purple einen Nummer-eins-Hit in den US-Singlecharts.

## Leben und Wirken
Tempo lernte Klarinette als Kind und Tenorsaxophon in der Highschool. Bereits mit sieben Jahren trat er mit Benny Goodman im Fernsehen auf, später in Spielfilmen wie The Story of G. I. Joe (1945), Scandals (1945) oder The Red Pony (1949). Er begann im Jugendalter als Studiomusiker und Arrangeur für Frank Sinatra, Eydie Gormé, Steve Lawrence oder Maynard Ferguson zu arbeiten, verfolgte aber weiterhin auch die Schauspielerkarriere mit einer Nebenrolle als Klarinettenspieler Wilbur Schwartz in Die Glenn Miller Story (1954) und einem Auftritt in The Girl Can’t Help It (1956). 1958 startete er eine Solokarriere als Musiker. Er nahm ein erstes Album Rock & Roll Beach Party auf, das Liberty Records veröffentlichte; die Single 15 Girl Friends erschien ebenfalls 1958 bei RCA Victor; im nächsten Jahr folgte Ding-A-Ling.
1959 schrieb er Teach Me Tiger, mit dem seine Schwester April Stevens einen Hit hatte. Zusammen mit ihr hatte er 1963 mit Deep Purple einen Nummer-eins-Hit in den US-Singlecharts. Ihre Interpretation wurde 1964 mit einem Grammy ausgezeichnet.
Zwischen 1962 und 1964 wurden zahlreiche ehemalige Top-Hits aus den 1920er und 1930er Jahren von Tempo und Stevens neu aufgenommen, einige der Aufnahmen konnten sich in den US-Charts platzieren, darunter Whispering, zuvor ein Hit von Paul Whiteman aus dem Jahre 1920. Weniger erfolgreich waren Stardust und Tea for Two, ein Hit für Marion Harris aus dem Jahre 1925.
In der zweiten Hälfte der 1960er Jahre gelangen Tempo und Stevens mit All Strung Out und I Can’t Go On Livin’ Baby Without You zwei kleinere Hits. 1973 kamen die beiden mit Put It Where You Want It ein weiteres Mal in die Charts. Im selben Jahr hatte Tempo mit Sister James seinen ersten Solohit. Weitere Singles folgten 1974, ebenso wie sein zweites Album Come See Me 'Round Midnight, waren aber kommerziell nicht erfolgreich. Seine Schwester hatte mit ihrer Gemeinschaftskomposition Wake Up and Love Me 1974 einen weiteren Hit, dem 1975 die gemeinsame Aufnahme von You Turn Me On folgte, die es in die Easy-Listening-Charts schaffte. Im selben Jahr war er an John Lennons Album Rock ’n’ Roll beteiligt.
1979 spielte Tempo eine weitere Single mit Hooked on Young Stuff ein und schrieb außerdem drei Nummern für den Soundtrack von The Idolmaker, die im Dezember 1980 in die Charts kamen. Nachdem er auf dem Trauergottesdienst für Nesuhi Ertegün gespielt hatte, wurde er als Jazzsaxophonist wiederentdeckt und nahm drei Alben für Atlantic Records auf: Tenor Saxophone (1990), Nino (1992) sowie Live at Cicada (1995).
Im April 2025 starb er im Alter von 90 Jahren.

## Diskografie
Singles

| Jahr              | Titel Album                             | Höchstplatzierung, Gesamtwochen, AuszeichnungChartplatzierungen (Jahr, Titel, Album, Platzierungen, Wochen, Auszeichnungen, Anmerkungen) | Höchstplatzierung, Gesamtwochen, AuszeichnungChartplatzierungen (Jahr, Titel, Album, Platzierungen, Wochen, Auszeichnungen, Anmerkungen) | Anmerkungen |
| Jahr              | Titel Album                             | UK | US | Anmerkungen |
| ----------------- | --------------------------------------- | --- | --- | ----------- |
| mit April Stevens |                                         | | |             |
|                   |                                         | | |             |
| 1962              | Sweet and Lovely –                      | — | US77 (4 Wo.)US |             |
| 1963              | Deep Purple –                           | UK17 (11 Wo.)UK | US1 (15 Wo.)US |             |
| 1963              | Whispering –                            | UK20 (8 Wo.)UK | US11 (9 Wo.)US |             |
| 1964              | Stardust –                              | — | US32 (6 Wo.)US |             |
| 1964              | I’m Confessin’ (That I Love You) –      | — | US99 (1 Wo.)US |             |
| 1965              | Tea for Two –                           | — | US56 (5 Wo.)US |             |
| 1966              | All Strung Out –                        | — | US26 (8 Wo.)US |             |
| 1967              | I Can’t Go On Livin’ Baby Without You – | — | US86 (2 Wo.)US |             |
| 1973              | Sister James –                          | — | US53 (8 Wo.)US |             |
| 1974              | Wake Up and Love Me –                   | — | US93 (4 Wo.)US |             |
| mit 5th Ave. Sax  |                                         | | |             |
|                   |                                         | | |             |
| 1973              | Sister James –                          | — | US53 (8 Wo.)US |             |

## Filmografie
- 1945: Schlachtgewitter am Monte Cassino (The Story of G. I. Joe)
- 1945: George White’s Scandals
- 1949: Gabilan, mein bester Freund (The Red Pony)
- 1954: Die Glenn Miller Story (The Glenn Miller Story)
- 1956: The Girl Can’t Help It
- 1957: Johnny Trouble
- 1958: Urlaubsschein nach Paris (Vacances à Paris)
- 1958: Peter Gunn (Fernsehserie, Folge 1x14)
- 1959: Unternehmen Petticoat (Operation Petticoat)
- 1961: Frühstück bei Tiffany (Breakfast at Tiffany’s)
- 1963: Route 66 (Fernsehserie, Folge 3x15)
- 1980: Idolmaker – Das schmutzige Geschäft des Showbusiness (The Idolmaker)
- 1986: Garfield in der Südsee (Garfield in Paradise, Kurzfilm, Sprechrolle)
- 1987: Garfield im Showgeschäft (Garfield Goes Hollywood, Kurzfilm, Sprechrolle)
- 1988: Garfield und seine neun Leben (Garfield: His 9 Lives, Fernsehfilm, Sprechrolle)
- 1989: Garfield – Schöne Frauen und blaue Bohnen (Garfield’s Babes and Bullets, Kurzfilm, Sprechrolle)
- 1994: Blood Run (Fernsehfilm)
- 1994: Garfield und seine Freunde (Garfield and Friends, Fernsehserie, 3 Folgen, Sprechrolle)

## Lexikalischer Eintrag
- Jürgen Wölfer, Lexikon des Jazz Wien 1999, ISBN 3-85445-164-4 (2. Auflage).